# لوسیان مارتینه
لوسیان مارتینه (فرانسوی: Lucien Martinet‎؛ ۱۸۷۸ – نامشخص) قایقران روئینگ اهل فرانسه بود.
وی در مسابقات کشوری و بین‌المللی در مجموع برندهٔ ۲ مدال طلا، ۱ مدال نقره شده‌است.